# Fußenauer Kanal

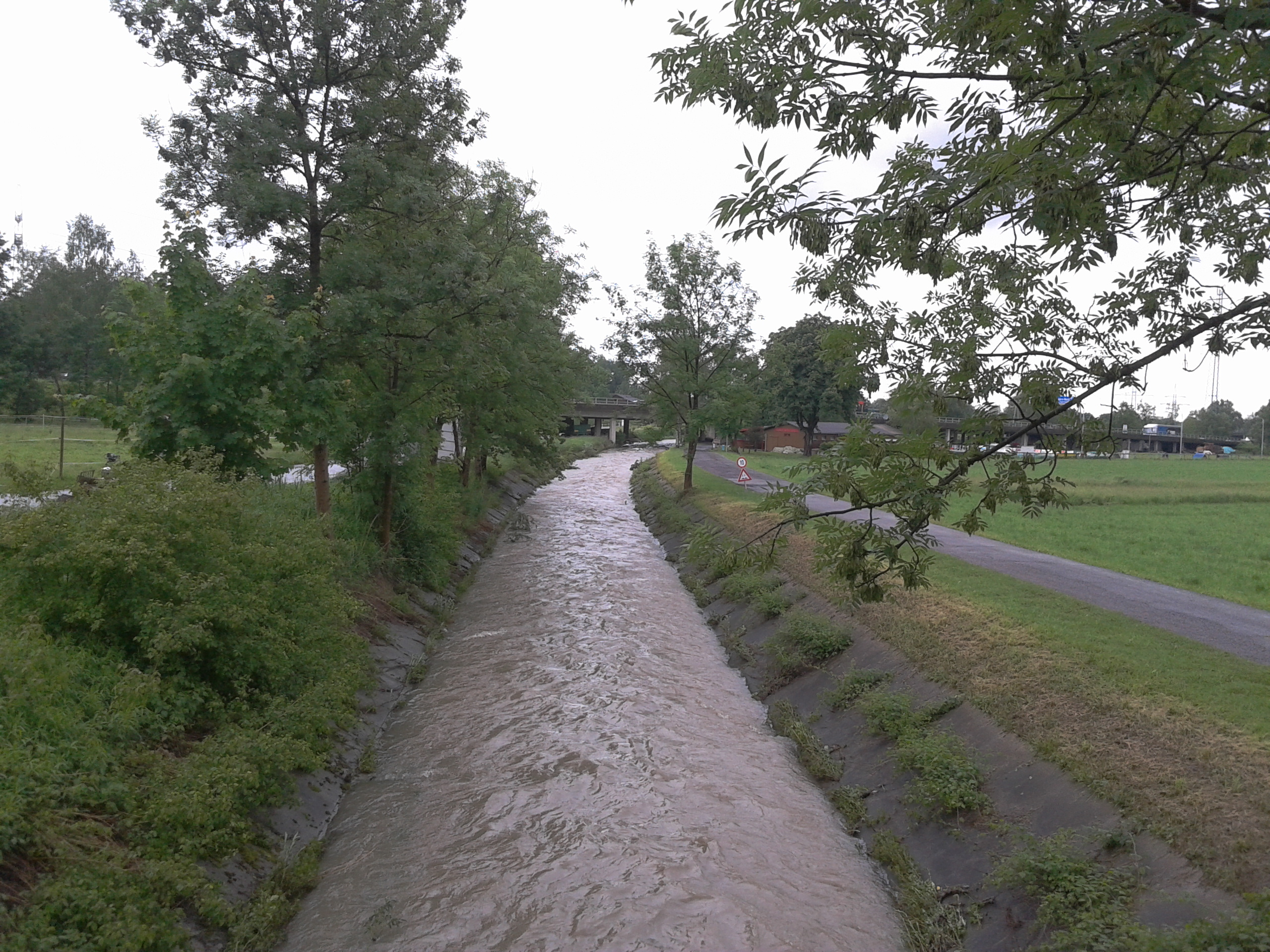
Fußenauerkanal nach einem Schlagwetter (2015)

Der Fußenauer Kanal ist ein Fließgewässer und ein Entlastungsgewässer der Dornbirner Ach in der Stadt Dornbirn, Bezirk Dornbirn, Vorarlberg, Österreich. Der Fußenauer Kanal wird aus dem Zusammenfluss des Fischbachs und des Karlesgraben gebildet (405 m ü. A.) und verläuft weitgehend parallel zur Dornbirner Ache.
Der Fußenauer Kanal fließt vom Zusammenfluss fast geradlinig von Südosten nach Nordwesten und durchquert kein Siedlungsgebiet der Stadt Dornbirn. Der Kanal übernimmt nach dem Zusammenfluss mit dem Fischbach und dem Karlsgraben die Gewässerkilometrierung des Fischbachs und mündet dann in die Dornbirner Ach. Durch den Kanal wird die Dornbirner Ache, bevor diese in das Naturschutzgebiet Birken – Schwarzes Zeug – Mäander der Dornbirner Ach einfließt und dort die Fließgeschwindigkeit des Wassers stark verringert wird, von den Zuflüssen des Fischbachs, Karlsgraben und Haselstauderbach entlastet. Etwa bei Gewässerkilometer 0,94 bis 0,98 unterquert der Kanal die Rheintalautobahn (A 14).
Der Fußenauer Kanal ist auf seiner ganzen Länge durch künstliche Uferfassungen und ein künstliches Bachbett aus Beton denaturiert. Seine Wasserführung schwankt stark zwischen sehr hoch nach rezenten Niederschlägen und kümmerlich nach längeren Trockenperioden.

## Name
Der Flussname Fußenauer Kanal kommt von der Parzelle Fussenau (auch: Fuessenau), in welcher der Zusammenfluss von Fischbach und Karlsgraben beginnt. Der Name findet sich in Vorarlberg ausschließlich für dieses Gewässer.

## Bau
Der Fußenauer Kanal wurde im Rahmen eines Notstandsprojekts 1914–1916 zur Arbeitsbeschaffung gebaut (so auch die Achregulierung, Bau der Bödelestraße, der Turnhalle Markt mit Direktorwohnung, der Volksschule Markt, Umbau der Volksschule Watzenegg oder Bau des Knopfweges). Die Baukosten betrugen 760.000 Kronen.

## Zuflüsse und wirtschaftliche Nutzung
Der Fußenauer Kanal hat lediglich bei Gewässerkilometer 0,59 den Haselstauderbach als relevanten Zufluss (von links). Der Fußenauer Kanal wurde nicht wirtschaftlich genutzt.